# Международная выставка Ничего
Международная выставка Ничего (итал. Esposizione Internazionale del Niente, англ. Manifesto against Nothing for the International Exposition of Nothing) — это концептуальное, культурное, художественное и музыкальное движение, возникшее в Италии в начале 20 века. Оно основано на представлении пустоты и невидимого, концептуализированных в разнообразных, часто сильно отличающихся друг от друга формах.
Изначально это было преимущественно итальянское явление, основанное на ничто, пустоте и невидимом, а публикация манифеста Международная выставка Ничего стала конституирующим признаком невидимого художественного движения под руководством Пьеро Мандзони.

## История
Международная выставка Ничего была задумана в 1960 году группой художников, среди которых Пьеро Мандзони., Энрико Кастеллани, Карл Ласло, Хайнц Мак, на которой была представлена выставка невидимых произведений искусства. Год спустя выставка будет снова проведена в Нидерландах.
В 2015 году выставка снова проводится в Милане при сотрудничестве с фондом Манзони, который также представит оригинальный «Манифест» того времени, опубликованный в Базеле в 1960 году.